# José Granda San Bartolomé
Juan José Granda San Bartolomé (Lima, 8 de marzo de 1862-ib., 29 de diciembre de 1944) fue un abogado y magistrado peruano. Fue presidente de la Corte Suprema de 1928 a 1930.

## Biografía
Hijo del educador José Granda Esquivel y de Teresa de San Bartolomé y Terry.  El 31 de diciembre de 1890 se casó con Beatriz Pezet Eastled-Alcock, nieta del presidente del Perú Juan Antonio Pezet.
Recibido como abogado de la Universidad Mayor de San Marcos, siguió la carrera de la magistratura.
En 1920, como miembro del Tribunal Correccional, no tuvo reparos en contradecir al gobierno dictatorial de Augusto B. Leguía, al aceptar recursos de habeas corpus a ciudadanos que se hallaban detenidos en el Hospital de San Bartolomé. Según la tesis del gobierno, el Habeas Corpus no aplicaba a los delincuentes (en este caso, perseguidos políticos).
Pasó luego a ser vocal de la Corte Suprema de Justicia del Perú, cuya presidencia ejerció de 1928 a 1930.
Caído el régimen de Leguía en agosto de 1930, la Junta Militar de Gobierno se propuso liquidar el leguiísmo; una de sus medidas fue depurar la Corte Suprema de todos aquellos magistrados que habían desempeñado función política o administrativa de 1922 a 1930. Granda, al igual que Óscar Barrós y otros de sus colegas, fue cesado como vocal supremo.